# Carlo Stelluti
Carlo Giuseppe Stelluti (Busto Arsizio, 2 giugno 1944 – Busto Arsizio, 1º marzo 2023) è stato un sindacalista e politico italiano.

## Biografia
Figlio di operai, iniziò a lavorare a 14 anni come impiegato, magazziniere di stoffe, apprendista elettromeccanico. A diciannove anni venne assunto alla Vizzola S.p.A. (futura Enel). Proseguì gli studi alle scuole serali e conseguì il diploma di Perito Elettrotecnico. Nel 1967 fu a Milano, all'Ufficio Manutenzione Elettromeccanica delle Centrali Idroelettriche. Nel frattempo studiò presso la Facoltà di Scienze Sociali all'Università di Trento. Nel giugno del 1975 si laureò in Sociologia delle relazioni industriali con una tesi sul ruolo dei sindacati nella nazionalizzazione dell'energia elettrica. 

### Incarichi nel sindacato
L'impegno nel sindacato lo portò a diventare Segretario provinciale di Milano dei lavoratori elettrici della CISL. Successivamente venne eletto nella Segreteria Confederale di Milano, dove si occupò di industria, di pubblico impiego, delle società a partecipazione comunale e della formazione dei sindacalisti. Nel 1986 venne eletto Segretario Generale della CISL Provinciale di Milano, incarico che mantenne per otto anni. Nel 1994 tornò in ENEL come tecnico addetto alla sicurezza sui luoghi di lavoro.

### Incarichi politici
Nel 1995 aderì al movimento dei Cristiano Sociali e nel 1996 fu candidato alla Camera dei deputati per L'Ulivo. Venne eletto nel collegio di Arese-Lainate-Garbagnate-Bollate-Novate. Fu componente della Commissione lavoro pubblico e privato della Camera e venne nominato Segretario della commissione bicamerale di controllo degli enti gestori dei fondi di previdenza. Presentò e sostenne 72 progetti di legge, tra cui quello per l’abolizione del cumulo fra pensioni e reddito da lavoro, per l’assistenza agli anziani non più autosufficienti, per la riforma degli orari di lavoro, per la tutela degli invalidi civili e di guerra, per la sicurezza sul lavoro. Nel 1999 fu relatore della legge nº68 che sancì il diritto al lavoro per i disabili. Nel 1998 confluì nei Democratici di Sinistra.
Chiusa nel 2001 l’esperienza parlamentare, entrò a far parte della presidenza provinciale delle ACLI di Milano e collaboró con la Pastorale del lavoro della Diocesi Ambrosiana guidata da Carlo Maria Martini. Nel 2005 venne eletto col centrosinistra a sindaco di Bollate: esperienza complessa e tormentata, in un territorio dove le inchieste dimostreranno l’interesse della 'Ndrangheta a infiltrarsi nei partiti e nelle istituzioni. Il magistrato Ilda Boccassini sottolineò il ruolo di Stelluti nel non cedere a minacce e lusinghe di qualsiasi tipo. Nel 2010 mancò la rielezione per poche centinaia di voti, cui seguono accuse giudiziarie e amministrative risultate poi destituite di qualsiasi fondamento. Nella primavera 2011 venne chiamato dal centro-sinistra a sostenere una nuova candidatura a sindaco, nella città natale di Busto Arsizio; non venne eletto ma ottenne oltre 1220 voti in più della stessa coalizione che lo propose. Ricoprì fino al gennaio 2012 il ruolo di consigliere comunale per il PD.
Per anni fu impegnato a Busto Arsizio nel volontariato, come insegnante nella Scuola di italiano per stranieri "Don Tonino Bello" e come Presidente dell’associazione “Aiuto ai carcerati e alle loro famiglie". I maestri del suo pensiero politico e sociale di ispirazione cristiana furono Carlo Donat-Cattin, Pierre Carniti, Ermanno Gorrieri, Mario Colombo.
Sposato con Rosalba, ebbe due figli, Paolo e Ivo, e tre nipoti: Anna, Marta e Angelo. Praticò lo sci e l’alpinismo: fu socio del Club Alpino Italiano per oltre cinquant’anni e scalò numerose cime delle Alpi tra cui sei volte il Monte Bianco.  
Nel 2020 pubblicò Il coraggio di vivere i valori, accorata autobiografia e testimonianza di vita.
Morì all'età di 78 anni il 1º marzo 2023.